# 솔리외
솔리외(프랑스어: Saulieu)는 프랑스 동부 부르고뉴프랑슈콩테 지방의 코트도르주에 있는 코뮌이다. 2017년 기준으로 주민은 2,413명이며, 자신들을 세델로시앙(프랑스어: Sédélociens)이라고 부른다.

## 역사
이 성벽으로 둘러싸인 마을은 로마 시대부터 존재해 왔으며, 당시에는 시돌로쿠스(Sidolocus) 또는 세델로쿠스(Sedelocus)라고 불렸는데 현재 마을을 내려다보는 언덕에서 찾을 수 있는 무덤과 조각상에서 그 사실을 알 수 있다. 매주 토요일 아침에는 광장에서 다양한 상품을 판매하는 독특한 시장이 열린다.

## 인구 통계
| 연도 | 인구  | ±% p.a. |
| ---- | ----- | ------- |
| 1836 | 3,023 | —       |
| 1901 | 3,583 | +0.26%  |
| 1936 | 3,121 | −0.39%  |
| 1962 | 3,269 | +0.18%  |
| 1968 | 3,303 | +0.17%  |
| 1975 | 2,946 | −1.62%  |

| 연도 | 인구  | ±% p.a. |
| ---- | ----- | ------- |
| 1982 | 3,084 | +0.66%  |
| 1990 | 2,917 | −0.69%  |
| 1999 | 2,837 | −0.31%  |
| 2007 | 2,616 | −1.01%  |
| 2012 | 2,514 | −0.79%  |
| 2017 | 2,413 | −0.82%  |

## 명소
- 1130~1140년경에 지어진 로마네스크 양식의 교회, 생 안도체 바실리카.
- 샤를마뉴의 복음서를 쓴 작가로 알려진 성 안도슈(Saint Andoche)의 무덤.
- 갈로로만 무덤이 있는 생트 사투르닌 교회 묘지.
- 프랑수아 퐁퐁 박물관.